# Наканошіма
34°41′30″ пн. ш. 135°29′28″ сх. д. / 34.691722° пн. ш. 135.491021° сх. д.
Наканошіма (яп. 中之島)  - це вузька піщана мілина довжиною 3 км і площею 50 га в Кіта-ку, місто Осака, Японія, яка розділяє Кю-йодо на річки Тосаборі і Доджима. На Наканошімі розташовано багато урядових і комерційних офісів (включаючи мерію Осаки), музеїв та інших культурних об'єктів.

## Пам'ятки та архітектура
(зі сходу на захід)
- Парк Наканошіма
Трояндовий сад
- Центральна громадська зала
- Бібліотека Наканосіма
- Ратуша
- Філія Банку Японії в Осаці

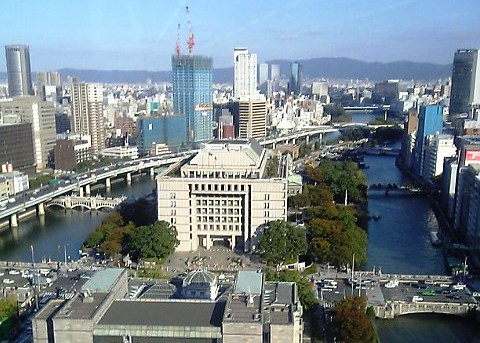
Наканошіма та мерія

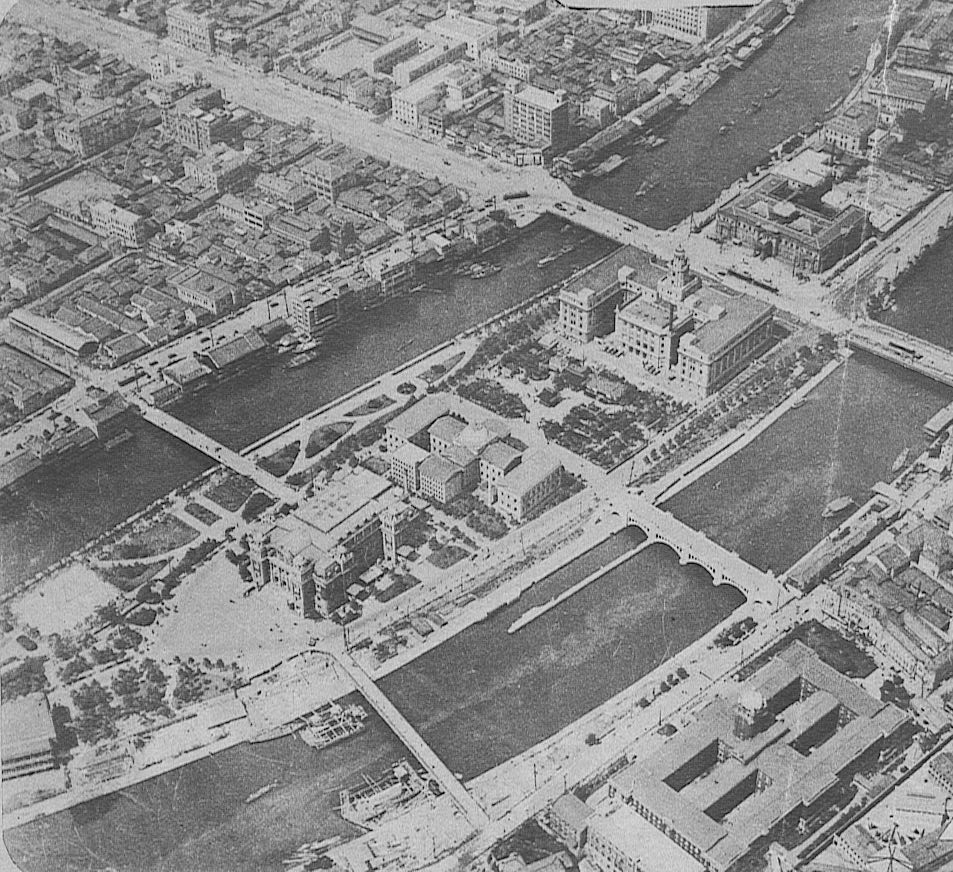
Наканошіма та його парк, частину якого можна побачити ліворуч у центральній частині дельти. Перша будівля в крайній лівій частині дельти - це громадська ратуша, за нею в порядку праворуч - міська публічна бібліотека, мерія та відділення Банку Японії в Осаці. Вулиця перед банком є частиною бульвару Мідосуджі - 1930 рік.

- Фестивальна вежа Наканосіма (штаб-квартира Asahi Shimbun )
- Будівля Наканошіма Міцуї
- Штаб-квартира Kansai Electric Power Company
- Центр Наканошіма університету Осаки
- Готель Rihga Royal
- Будівля центру Наканосіма

## Заклади культури
(зі сходу на захід) 
- Музей східної кераміки, Осака
- Фестивальний зал (фестивальна вежа Наканошіма, схід)
- Національний художній музей, Осака
- Художній музей Наканосіма
- Музей науки
- Міжнародний конференц-центр Осаки

## Транспорт

### Потяги
- Електрична залізниця Кейхан
  - Головна лінія Keihan : станція Yodoyabashi, станція Kitahama
  - Лінія Nakanoshima : станція Naniwabashi, станція Ōebashi, станція Watanabebashi, станція Nakanoshima
- Муніципальне метро Осаки
  - Лінія Midosuji : станція Yodoyabashi
  - Лінія Yotsubashi : станція Higobashi
- Магістраль Hanshin Electric Railway : станція Фукусіма
- Лінія JR Tōzai : станція Шін-Фукусіма

### Пішохідна дорога
- Набережна Наканошіма